# Bolívia nos Jogos Pan-Americanos de 1999
A Bolívia competiu nos Jogos Pan-Americanos de 1999 em Winnipeg, no Canadá.